# Julian Koster
Julian Koster (New York, 26 juli 1972) is een Amerikaans muzikant. Als multi-instrumentalist maakte hij deel uit van de indiegroep Neutral Milk Hotel. Daarnaast is hij de oprichter van het experimentele soloproject The Music Tapes.

## Biografie
Koster speelde in New York bij de groep Chocolate U.S.A. toen hij in aanraking kwam met The Elephant 6 Recording Company en Jeff Mangum ontmoette. Na de opnames van het album On Avery Island werd Koster door Mangum gerekruteerd als vast lid van Neutral Milk Hotel. Bij deze groep bespeelde hij verschillende instrumenten, waaronder basgitaar, banjo, accordeon en zingende zaag.
Nadat Neutral Milk Hotel in 1999 uiteen was gevallen, richtte Koster zich op zijn experimentele soloproject The Music Tapes en was hij een van de oprichters van de psychedelische groep Major Organ and the Adding Machine. In 2013 kwamen de leden van Neutral Milk Hotel tijdelijk weer bij elkaar voor een tournee, die in 2015 werd afgewerkt.
- International Standard Name Identifier: 0000 0000 4752 3176
- Library of Congress Control Number: no2008178941
- MusicBrainz: 5a4afc38-aa20-457e-9ca8-26d62dc1f945
- Virtual International Authority File: 73684694
- WorldCat: E39PBJvXgjVHhH3Vw7MxQWYQMP